# Synthetisches Urteil a priori
Der Ausdruck „synthetisches Urteil a priori“ entstammt der Philosophie Immanuel Kants. Kant bezeichnet damit Urteile, die nicht auf der Basis von Erfahrung gefällt werden, also a priori sind, und deren Wahrheit (anders als bei analytischen Urteilen) nicht auf der Zerlegung von Begriffen beruht. Reine synthetische Urteile a priori sind nach Kant das Ziel einer wissenschaftlichen Metaphysik. Insofern diese Metaphysik auch die Strukturen der Alltagserkenntnis beschreibt, enthält diese ebenfalls synthetische Urteile a priori. Die Frage, wie wir zu solchen Urteilen kommen und unter welchen Bedingungen sie wahr sind, nimmt einen zentralen Platz in Kants Erkenntnistheorie ein.
Dieser Artikel folgt den Unterscheidungen, wie sie im Text der Einleitung in der zweiten Auflage (B) der Kritik der reinen Vernunft vorgestellt werden.

## Urteile a priori und a posteriori
Für Kant findet wahrheitsfähige Erkenntnis in Urteilen statt. Als Urteile bezeichnet Kant die gedankliche Verbindung von Begriffen oder anderen Urteilen, die problematisch, wahr („assertorisch“) oder sogar notwendig sein können. Im  einfachsten Fall des kategorischen Urteils wird einem Subjekt (im Sinne von altgriechisch ὑποκείμενον) ein Prädikat zugesprochen, z. B. „Der Schimmel ist drei Jahre alt“. Urteile, die nur nach einer Erfahrung aufgestellt werden können, nennt Kant „Urteile a posteriori“ (lateinisch a posteriori ‚im Nachhinein‘). Urteile, die sich nicht auf eine Erfahrung stützen, nennt Kant „Urteile a priori“ (lateinisch a priori ‚von vornherein‘). Sie entstammen dem Gemüt des Erkennenden selbst.
Urteile a priori erkennt man
1. an ihrer Notwendigkeit: Sie können nicht falsch sein, ihre Negation enthält einen logischen oder realen Widerspruch.
2. an der strengen Allgemeinheit: Sie gelten ohne Ausnahme und unter allen Umständen.

Urteile a posteriori beschreiben zwar die Wirklichkeit, aber ohne Notwendigkeit und Allgemeinheit: Es ist vorstellbar, dass es sich anders verhielte; der beschriebene Sachverhalt gilt nicht für alle Fälle des Subjekts oder nicht für alle Zeit. Gestützt auf Erfahrung können durch induktive Verallgemeinerung nur vergleichsweise allgemeine Urteile gefällt werden, bei denen nicht ausgeschlossen werden kann, dass es Ausnahmen gibt. Es handelt sich um Regeln, jedoch nicht um Gesetzmäßigkeiten.
Ein klassisches Beispiel ist „Alle Schwäne sind weiß.“ Dieses Urteil stammt aus der Erfahrung und musste in Europa für allgemeingültig gehalten werden, bis mit der Entdeckung Australiens die Nachricht von der Existenz Schwarzschwäne nach Europa gelangte. Da es der zoologische Begriff „Schwan“ nicht erlaubt, die schwarzen Schwäne auszuschließen, stellte sich das Urteil als falsch heraus – es galt nur für alle zuvor beobachteten Fälle.
Eine besondere Untergruppe der Urteile a priori bezeichnet Kant als „reine Urteile a priori“. Bei diesen Urteilen ist nicht nur die Vorstellungsverbindung unabhängig von der Erfahrung, sondern auch die Vorstellungen selbst: Es darf sich dabei nicht um empirische Vorstellungen handeln.

## Synthetische und analytische Urteile
Für Urteile a priori finden sich zahlreiche unproblematische Beispiele. Unabhängig von jeder Erfahrung gilt z. B. das Urteil: „Schimmel haben ein weißes Fell“. Der Grund hierfür liegt darin, dass bereits im Begriff Schimmel enthalten ist, dass diese ein weißes Fell haben. Andernfalls wären es eben keine Schimmel. Kant nennt derartige Urteile „analytisch“. Analytische Urteile formulieren etwas, was in der Intension des Begriffes bereits enthalten ist. Sie erläutern den Begriff in der Subjekt-Stelle, enthalten jedoch keine neuen Informationen über ihn.
Von den analytischen Urteilen unterscheidet Kant die „synthetischen Urteile“. Synthetische Urteile verbinden ein Subjekt mit einem Prädikat, das im Begriff des Subjekts nicht bereits enthalten ist. Also sind synthetische Urteile Erkenntnisse, die unser Wissen „erweitern“, insofern eine zuvor unbekannte Eigenschaft des Subjekts an diesem festgestellt wird. Hier gibt es ebenfalls eine Klasse von Beispielen, die keine Schwierigkeiten bereiten: die synthetischen Urteile a posteriori. Das Urteil „Der Schimmel ist drei Jahre alt“, das aufgrund der Bekanntschaft mit einem bestimmten Schimmel, also a posteriori, gefällt wird, ist wahr, wenn aufgrund der Bekanntschaft mit dem Subjekt des Satzes (also dem gegebenen Pferd) bei korrekter Anwendung der Urteilskraft die beiden Begriffe „Schimmel“ und „dreijährig“ diesem Pferd zugeschrieben werden.

## Synthetische Urteile a priori
Kant ging es darum, Kriterien für die Möglichkeit und die Gültigkeit allgemeiner und notwendiger Urteile zu entwickeln, die von der Erfahrung unabhängig sind, ohne bloß analytisch zu sein. Nur Urteile, die diese Kriterien erfüllen, können den Gegenstandsbereich der traditionellen Metaphysik behandeln. Aber auch für die Alltagserkenntnis und die Wissenschaft war die Möglichkeit nicht-analytischer notwendiger Urteile von Belang (siehe auch Induktionsproblem).
Um aufzuzeigen, dass es reine synthetische Urteile a priori gibt, verweist Kant auf die reine Mathematik, deren Urteile ihm zufolge „insgesamt synthetisch“ sind (vgl. Immanuel Kant: AA III, 37–39). Schon traditionell galten sie als Urteile a priori. Für geometrische Urteile erscheint Kants Argumentation ohne weiteres nachvollziehbar; er nennt als Beispiel aber auch den „arithmetischen Satz“ „7+5=12“. Da der Text an dieser Stelle undurchsichtig ist, werden zum Problem der arithmetischen Urteile von Interpreten oft Immanuel Kant: AA III, 137, Immanuel Kant: AA III, 149–151, Immanuel Kant: AA III, 471 und Immanuel Kant: AA IV, 283 hinzugezogen. Der üblichen Lesart zufolge geht die Arithmetik von einer reinen Anschauung in der Zeit aus, da der Begriff der Zahl genetisch aus der sukzessiven Addition sich wiederholender Einheiten gebildet wird, und also die Zeit als Anschauungsform voraussetzt. In dem Begriff der Sieben, in dem Begriff der Fünf und in der Vereinigung dieser Begriffe ist die Zwölf nicht enthalten. Erst mit Hilfe der Anschauung ist es möglich, über rein analytische Urteile der Begriffe Sieben und Fünf hinauszugehen und die Zahl Zwölf als Summe von Sieben und Fünf zu denken. Es handelt sich bei „7+5=12“ also um ein synthetisches Urteil a priori in einer reinen Vernunftwissenschaft. Kant stellt die Bedingung auf, dass die Metaphysik nur dann zu sicheren neuen Erkenntnissen gelangen könne, wenn sich auch hier synthetische Urteile a priori fänden. Erst dann habe sie den Status einer Wissenschaft.
Die zentrale Frage von Kants Erkenntnistheorie lautet aber, wie synthetische Urteile a priori (also Erkenntnisse aus reiner Vernunft) im Allgemeinen möglich sind. Der Beantwortung dieser Frage widmen sich die „Transzendentale Ästhetik“ und die „Transzendentale Analytik“ in Kants Kritik der reinen Vernunft. Die Folgen betrachtet die „Transzendentale Dialektik“, die Anwendung auf die Philosophie als Forschungsprogramm und als historisches Projekt ergibt sich in der „Transzendentalen Methodenlehre“.